# 小烏克萊湖

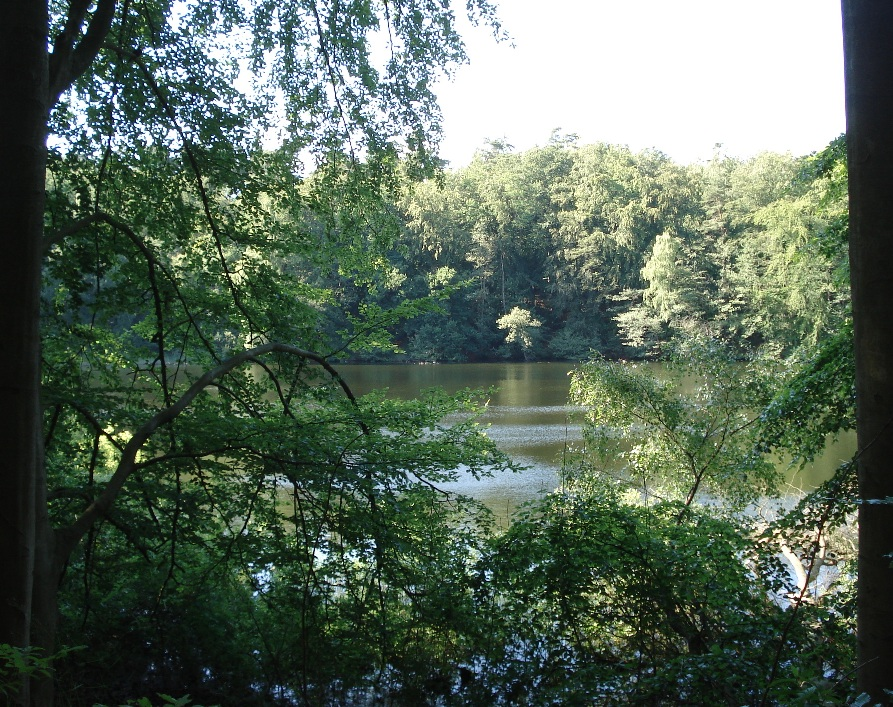

54°09′16″N 10°27′58″E / 54.1545°N 10.466°E
小烏克萊湖（德語：Kleiner Ukleisee），是德國的湖泊，位於該國北部石勒蘇益格-荷爾斯泰因州，處於普倫以東，長0.2公里、寬0.2公里，面積0.02平方公里，最大水深12米。